# Marzena Nehrebecka
Marzena Nehrebecka (ur. 1975 w Krakowie) – pisarka, reżyserka filmowa, scenarzystka, twórczyni filmów animowanych. Córka Władysława Nehrebeckiego.

## Filmografia
- Reżyseria – odcinek 5 z serii „Miś Fantazy” pt. „Magiczny Cylinder”
- Reżyseria odcinek 9 z serii „Miś Fantazy” pt. „ Wyspa Kotów”
- Storyboard, layouty dekoracji i efekty  specjalne do  filmu Miś Fantazy „ Magiczny  cylinder”
- Animowana czołówka festiwalu Camerimage
- Animacja 2D, animacja lalkowa, animacje rysunkowe do filmu “Żywa woda”, reż. Witold Giersz.
- „Polowanie” – 2000, film animowany, 1,5 min.
- „Dewotka” – 2002, film animowany, 2,5 min
- „Handlarka światła” – 2002, film animowany, 3:45 min
- „Mis Fantazy” – „Magiczny  cylinder” 2006, 13 min, reżyseria
- „Miś Fantazy” – „Wyspa Kotów” 2006, 13 min, reżyseria
- „Agi Bagi” – Zawody w serfowaniu na liściach” 2015, 13 min, scenariusz
- „Agi Bagi” – „Jagody i Grzybki” 2015, 13 min, scenariusz
- „Agi Bagi” – „Wszyscy chcą do słońca” 2015, 13  min, scenariusz
- „Agi Bagi” – „Księżyc” 2015, 13  min, scenariusz
- „Agi Bagi” – „Nauka śpiewu” 2015, 13  min, scenariusz
- „Agi Bagi” – „Chwasty” 2015, 13  min, scenariusz
- „Agi Bagi” – „Kołysanka dla Gadziny” 2016, 13  min, scenariusz
- „Agi Bagi” – „Wszyscy kochają wodza” 2016, 13  min, scenariusz
- „Agi Bagi” – „Przyjaciele Gadziny” 2016, 13  min, scenariusz
- „Agi Bagi” – „Grzybowe kłopoty” 2016, 13  min, scenariusz
- „Agi Bagi” – „Co pomaga korzonkom” 2016, 13  min, scenariusz
- „Agi Bagi” – „Królewski klejnot” 2016, 13  min, scenariusz
- „Agi Bagi” – „Taniec z gwiazdami” 2016, 13  min, scenariusz
- „Agi Bagi” – „Co za dużo, to niezdrowo” 2016, 13  min, scenariusz
- „Agi Bagi” – „Wielki pościg” 2016, 13  min, scenariusz
- „Agi Bagi” – „Potwór z Bagi” 2016, 13  min, scenariusz
- „Agi Bagi” – „Liściasty potwór” 2016, 13  min, scenariusz
- „Wiercimisie” – „Gdzie jest Bubi” 2016, 10 min scenariusz, reżyseria, koncepcja autorska serii.

## Wybrane festiwale i nagrody
- Hiroszima International Animation Festival 2002 – główny konkurs – Japonia,
- Annecy Animation Film Festival 2003 – konkurs filmów studenckich – Francja
- Tehran International Animation Festival 2003 – Iran
- Międzynarodowy Festiwal Filmów Krótkometrażowych 2003, Kraków
- Etiuda – Kraków 2002
- Anima Mundi - Rio de Janeiro, San Paulo 2003 – Brazylia
- Nagroda dla najlepszego animowanego filmu studenckiego  Anifest 2003 – Trebon – Czechy
- Nagroda dla najlepszego filmu animowanego w kategorii animacji narracyjnej – Anima 2003 – Cordoba – Argentyna
- Wyróżnienie na ogólnopolskim Festiwalu Filmów animowanych OFAFA 2002 – Kraków
- Nagroda ING Nationale Nederlanden za najlepszy scenariusz filmu dyplomowego – 2003